# Campillo de Azaba
Campillo de Azaba è un comune spagnolo di 256 abitanti situato nella comunità autonoma di Castiglia e León.